# Saint-Denis-le-Gast
Saint-Denis-le-Gast ist eine französische Gemeinde im Département Manche in der Region Normandie mit 527 Einwohnern (Stand: 1. Januar 2022). Sie gehört zum Arrondissement Coutances und zum Kanton Quettreville-sur-Sienne. Die Einwohner werden Saint-Denisais genannt.

## Geografie
Saint-Denis-le-Gast liegt etwa zehn Kilometer südsüdöstlich von Coutances im Süden der Halbinsel Cotentin. Der Fluss Sienne begrenzt die Gemeinde im Süden. Umgeben wird Saint-Denis-le-Gast von den Nachbargemeinden Roncey im Norden, Saint-Martin-de-Cenilly im Nordosten, Hambye im Osten, La Baleine im Osten und Südosten, Gavray-sur-Sienne mit Gavray und Le Mesnil-Amand im Süden, Lengronne im Westen sowie Grimesnil im Nordwesten.

## Bevölkerungsentwicklung
| 1962                       | 1968 | 1975 | 1982 | 1990 | 1999 | 2006 | 2012 | 2018 |
| -------------------------- | ---- | ---- | ---- | ---- | ---- | ---- | ---- | ---- |
| 807                        | 710  | 740  | 650  | 546  | 488  | 529  | 539  | 526  |
| Quellen: Cassini und INSEE |      |      |      |      |      |      |      |      |

## Sehenswürdigkeiten
- Kirche Saint-Denis aus dem 16. Jahrhundert

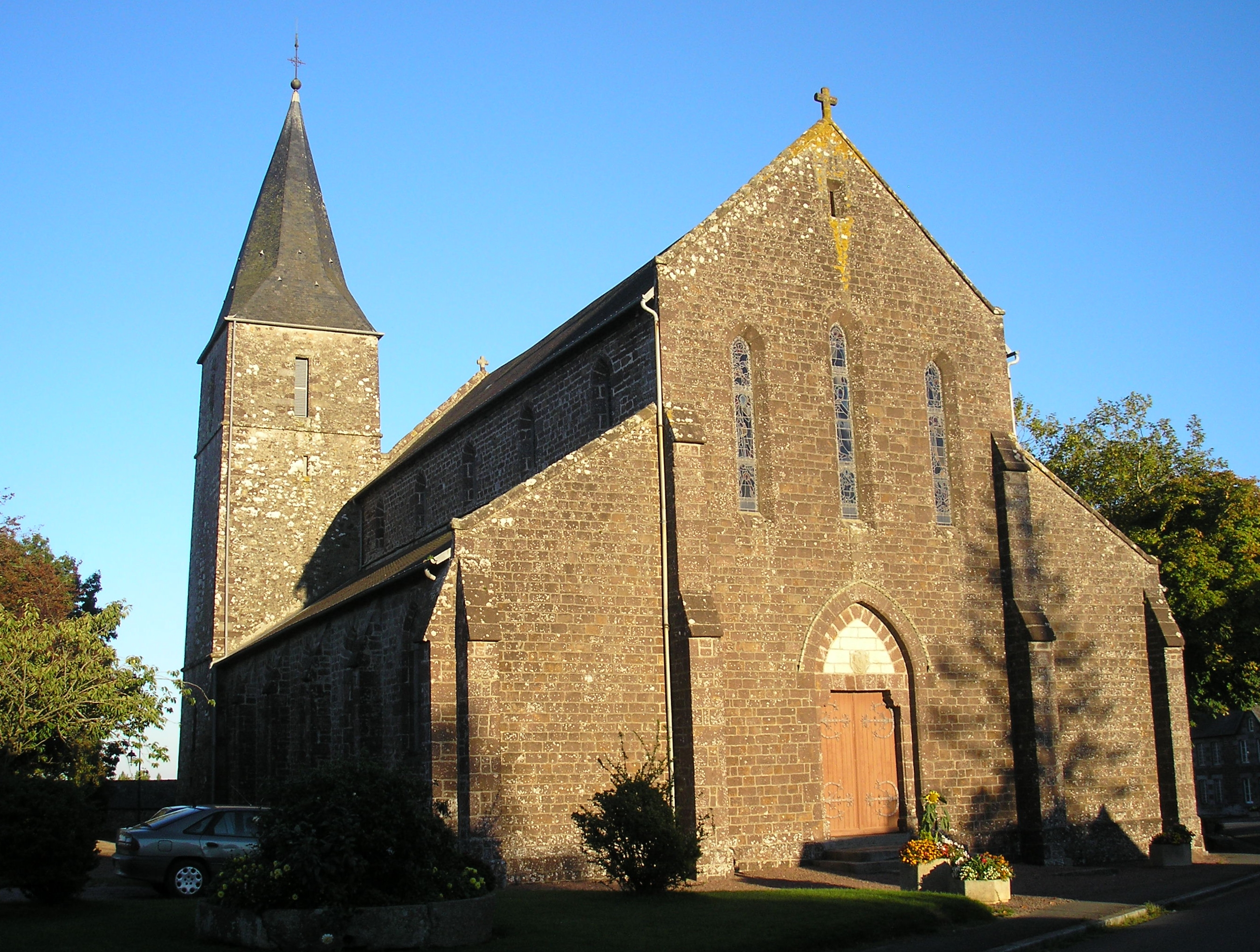
Kirche Saint-Denis

## Persönlichkeiten
- Charles de Saint-Évremond (1613–1703), Schriftsteller